# Divinity: Original Sin
Divinity: Original Sin é um RPG de fantasia com visão isométrica, foi desenvolvido e publicado pela Larian Studios para Microsoft Windows, Linux e macOS e foi publicado pela Focus Entertainment no Xbox One e PlayStation 4.
O jogo se passa no universo de Divinity, e permite ser jogado em modo cooperativo entre duas pessoas.
Possui semelhanças com os jogos clássicos de RPG Baldur's Gate, Baldur's Gate II: Shadows of Amn, Planescape: Torment e Icewind Dale em sua jogabilidade e temática.

## Jogabilidade
Divinity: Original Sin possui uma perspectiva isométrica, onde o jogador controla uma dupla de heróis que são personalizáveis. O jogo tem um combate por turnos, modo multijogador cooperativo.

## Desenvolvimento
Foi desenvolvido através de uma campanha de financiamento coletivo no Kickstarter que foi muito bem sucedida e alcançou todas suas metas extras  com o apoio de 19.541 pessoas, que resultou no arrecadamento de quase 1 milhão de dólares adicionais (em conjunto com os fundos da própria Larian Studios) para o seu desenvolvimento.

### Enhanced Edition
Em 2015 a Larian Studios lançou uma versão atualizada chamada Divinity: Original Sin Enhanced Edition, que contava com melhorias técnicas, foram adicionadas mais dublagens aos textos de diálogo, a história foi expandida, adicionadas novas missões e novos modos de jogo.

## Recepção
O jogo foi bem recebido pelos veículos de notícias que teceram diversos elogios em suas análises sobre o título. O site de reviews e notícias de jogos Rock Paper Shotgun declarou o jogo como "O melhor Kickstarter de 2014".
Foi o jogo do estúdio que vendeu mais rápido até então, o que fez com que o CEO Swen Vincke começasse a planejar o futuro da série.

## Sequência
39100Em 2017 foi lançada uma sequência intitulada Divinity: Original Sin II, também financiada através do Kickstarter.
Em 2019 foi anunciada uma versão de tabuleiro no Kickstarter.